# Genômica sintética
A genômica sintética é um campo da biologia sintética que usa aspectos da modificação genética em formas de vida preexistentes, ou síntese artificial de genes para criar um novo ADN ou formas de vida.  A genômica sintética oferece uma maneira de entender as regras da vida, enquanto, ao mesmo tempo, move a biologia sintética em direção a um futuro no qual os genomas podem ser escritos para projetar. Os cientistas usaram este método para definir melhor o conjunto mínimo de genes necessários para uma célula viva.
Pesquisadores foram capazes de criar um organismo sintético pela primeira vez em 2010. Cientistas, em 2019, relataram que conseguiram um genoma reduzido a partir de E. coli como o modelo para um genoma sintético e conseguiram descobrir o que aconteceria a tal espécime se algumas de suas redundâncias de DNA fossem removidas, por recodificação do DNA em um computador. Uma vez que o genoma desejado foi redesenhado, ele foi dividido e enviado para um sintetizador de DNA e no final do processo acabou criando um biopolímero, chamado Syn61, não encontrado na natureza.